# 1924年パリオリンピックのベルギー選手団
1924年パリオリンピックのベルギー選手団（1924ねんパリオリンピックのベルギーせんしゅだん）は、1924年5月4日から7月27日にかけてフランスの首都パリで開催された1924年パリオリンピックのベルギー選手団、およびその競技結果。

## 概要
今大会は金メダル3個、銀メダル7個、銅メダル3個の合計13個のメダルを獲得した。

## メダル
| メダル | 選手名                                                                                          | 競技   | 種目                  |
| ------ | ----------------------------------------------------------------------------------------------- | ------ | --------------------- |
| 銀     | アンリ・フヴェナールス                                                                          | 自転車 | 男子個人ロードレース  |
| 銀     | アンリ・フヴェナールス アルフォンヌ・パルフォンドリ ジャン・ファン・デン・ボス                  | 自転車 | 男子団体ロードレース  |
| 銅     | レオナルト・ダフヘリンクス アンリ・フヴェナール フェルナント・サイヴ ジャン・ファン・デン・ボス | 自転車 | 男子4000m団体追い抜き |